# Diplura erlandi
Espèce
Synonymes
- Achetopus erlandi Tullgren, 1905

Diplura erlandi est une espèce d'araignées mygalomorphes de la famille des Dipluridae.

## Distribution
Cette espèce est endémique de Bolivie.

## Publication originale
- Tullgren, 1905 : Aranedia from the Swedish expedition through the Gran Chaco and the Cordilleras. Arkiv för Zoologi, vol. 2, no 19, p. 1-81.